# Achmied Magomajew
Achmied Adamowicz Magomajew (ros. Ахмед Адамович Магомаев; ur. 22 stycznia 1991) – rosyjski, a od 2019 roku bułgarski zapaśnik startujący w stylu wolnym. Zajął dziewiąte miejsce na mistrzostwach świata w 2021 i 2022. Piąty na mistrzostwach Europy w 2020. Piąty w Pucharze Świata w 2017 roku.